# 小行星3544
小行星3544（3544 Borodino），天文學臨時編號1977 RD4，是一個位於小行星帶的小行星。由俄國天文學家尼古拉·切爾尼赫於1977年9月7日發現於烏克蘭克里米亞天文台。
該小行星以俄羅斯莫扎伊斯克附近的博羅金諾命名。該地是俄法戰爭中博羅金諾戰役爆發處。

## 外部連結
- JPL Small-Body Database Browser on 3544 Borodino （页面存档备份，存于）

| 前一小行星： 3543 寧波 | 小行星列表 | 後一小行星： 3545 Gaffey |